# مكاو كستنائي الجبهة
مكاو كستنائي الجبهة هو أحد أنواع المكاو يمتد موطنه من شمال أمريكا الجنوبية في بنما حتى غابات الأمازون في البرازيل وبوليفيا.